# Каугаджія
Каугаджія (рум. Caugagia) — село у повіті Тулча в Румунії. Входить до складу комуни Бая.
Село розташоване на відстані 207 км на схід від Бухареста, 44 км на південь від Тулчі, 68 км на північ від Констанци, 86 км на південний схід від Галаца.

## Населення
За даними перепису населення 2002 року у селі проживали 253 особи. Рідною мовою 252 особи (99,6 %) назвали румунську.
Національний склад населення села:
| Національність | Кількість осіб | Відсоток |
| -------------- | -------------- | -------- |
| румуни         | 243            | 96,0 %   |
| цигани         | 6              | 2,4 %    |